# Tseree
De tseree (צֵרֵי) is een Hebreeuwse vrije klinker. Doorgaans wordt de taal zonder klinkers geschreven, maar in gevocaliseerde teksten wordt deze klinker weergegeven met twee puntjes die naast elkaar onder een letter staan.
De tseree kan verschillend worden uitgesproken, meestal is dit als /E/ in pet, maar door sommigen wordt hij als de /e/ in mee uitgesproken. Dit laatste is zelfs doorgaans het geval, als er een jod op volgt en vaak ook als de erop volgende letter een alef of hee is.
Als de eerste letter in het Hebreeuws een keelklankletter is (א ,ח ,ע ,ה) of ר, dan verandert de uitspraak van de klinker van een voorzetsel in veel gevallen in tseree. Bijvoorbeeld min al (van boven) wordt niet samengetrokken tot miäl maar tot meäl, waarbij de e dus een tseree is.